# نشان گوگل

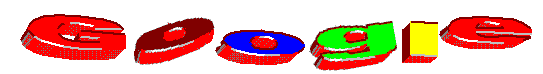
نخستین نشان گوگل از ۱۵ سپتامبر ۱۹۹۷ تا ۲۷ سپتامبر ۱۹۹۸

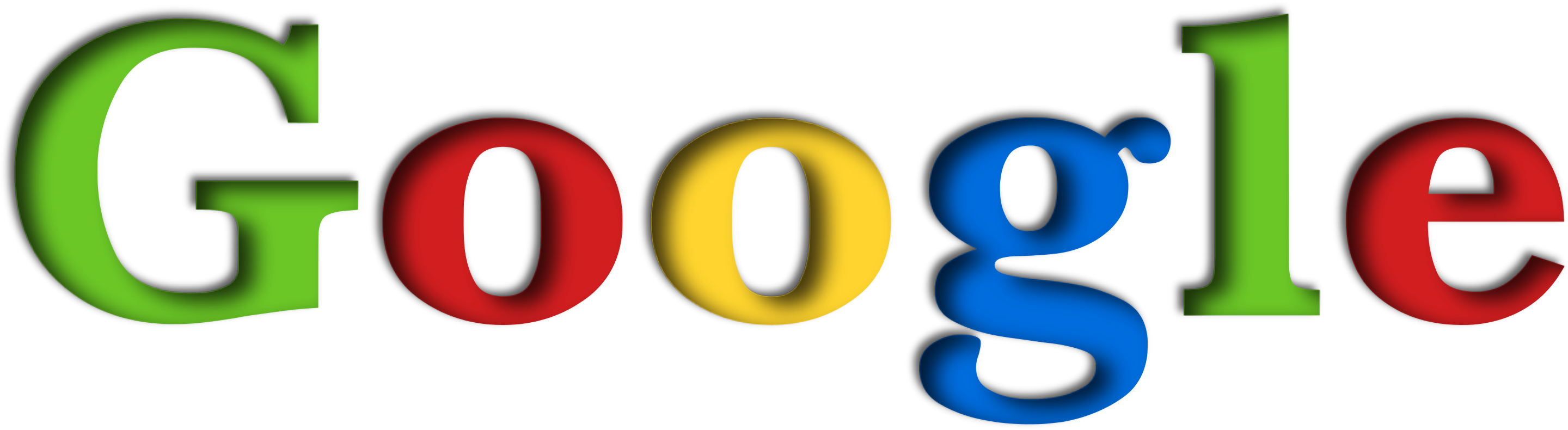
از ۲۸ سپتامبر ۱۹۹۸ تا ۲۹ اکتبر ۱۹۹۸

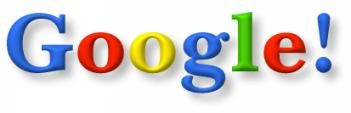
از ۳۰ اکتبر ۱۹۹۸ تا ۳۰ مه ۱۹۹۹

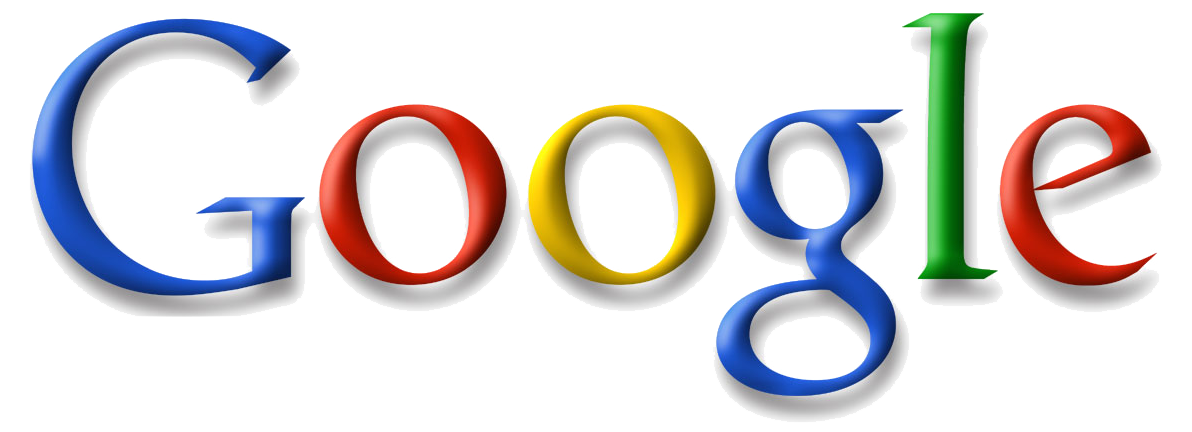
از ۳۱ مه ۱۹۹۹ تا ۵ مه ۲۰۱۱

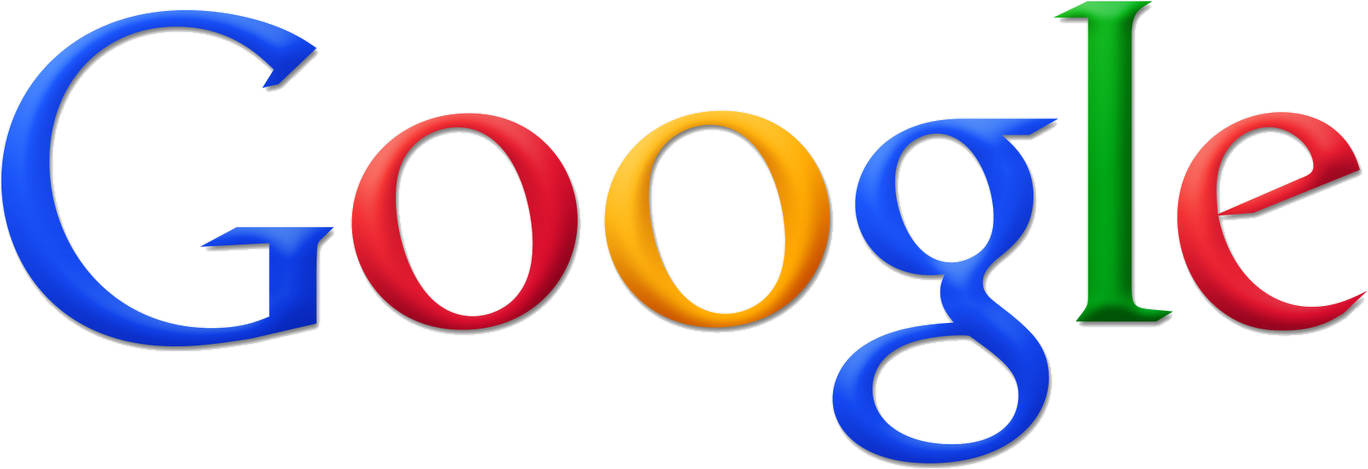
این نشان از ۶ مه ۲۰۱۱ تا ۱۸ سپتامبر ۲۰۱۳ نشان اصلی گوگل بود.

این نشان از ۱۹ سپتامبر ۲۰۱۳ تا ۳‍‍۱ اکتبر ۲۰۱۵ نشان اصلی گوگل بود.

این نشان از ۱ سپتامبر ۲۰۱۵ نشان اصلی گوگل است.

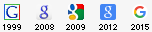
فاویکون‌های گوگل

نشانواره گوگل همواره تغییر می‌کند تا به نوعی شرکت موتور جستجوی گوگل را معرفی نماید. گوگل از زمان تغییر نامش از «BackRub» نامواره‌های زیادی داشته است. اولین بار نشانواره گوگل را سرگئی برین توسط نرم‌افزار گیمپ طراحی کرد. نشانوارهٔ رسمی کنونی گوگل را روت کدر طراحی کرده و لوگوتایپ (نشان‌کلمه) آن برپایهٔ فونت کاتول (به انگلیسی: Catull) بوده است.
این شرکت در عیدها، زادروز شخصیت‌های شناخته‌شده و رویدادهای مهم مانند المپیک، تغییرات و ویژگی‌هایی طنزآمیز (مثل تغییرات کارتونی) بر نامواره‌اش اعمال می‌کند. این تصاویر هنری و گرافیکی ویژه که توسط طراحانی نظیر دنیس هوانگ خلق می‌شوند، با نام دودلز (Google Doodles) شناخته می‌شوند.

## تاریخچه
در سال ۱۹۹۸ لری پیج با استفاده از یک نرم‌افزار گرافیکی آزاد به نام گیمپ حروف واژه گوگل (Google) را به صورت کامپیوتری درآورد. وی فونت را تغییر داد و در انتهای واژه به تقلید از یاهو! یک علامت تعجب قرار داد .
روث کدر، طراح گرافیکی که این نشان تجاری مشهور را توسعه داده، می گوید: "در این نشان رنگ‌های مختلف، با تکرار مؤکدی وجود دارند. ما در ابتدا از رنگهای مادر که در جهانی هستی وجود دارد برای طراحی استفاده کردیم، اما زمانی‌که رنگ‌های مادر به پایان رسید، به جای اینکه الگوی خاصی را در نظر بگیریم، رنگ سبز که رنگی غیر مادر یا ثانویه به شمار می‌آید در حرف L، که بدین معناست که گوگل از قوانین پیروی نمی‌کند، را قرار دادیم."

## گوگل دودلز
نخستین دودل گوگل در سال ۱۹۹۸ برای افتتاح جشنواره برنینگ من طراحی شد .